# Energieprestatiecertificaat
Het energieprestatiecertificaat (afgekort: EPC) is een officieel document dat de energieprestatie van een gebouw weergeeft. Het geeft aan hoeveel energie een woning of gebouw naar schatting verbruikt onder standaardomstandigheden. Het certificaat is verplicht in diverse Europese landen, waaronder België, en moet beschikbaar zijn bij de verkoop of verhuur van gebouwen. Het doel is om potentiële kopers of huurders te informeren over het energieverbruik van het pand en aan te moedigen tot energiebesparende investeringen.
Het EPC werd ingevoerd in het kader van de Europese richtlijn betreffende de energieprestatie van gebouwen (EPBD). Het vormt een maatregel om het energieverbruik van gebouwen transparanter te maken en te stimuleren dat energie-efficiëntie een rol speelt in vastgoedtransacties.

## Regelgeving in België
De Belgische overheid verplicht de aanwezigheid van een energieprestatiecertificaat bij het verhuren of verkopen van een woning of appartement. De gewesten hebben dit echter zelf mogen organiseren. In Vlaanderen werd zo in 2008 het EPC ingevoerd en in Wallonië is dit het CPE (Certificat de performance énergétique). 
Het Vlaamse EPC-attest is tien jaar geldig. Het EPC-NR (voor niet-residentiële eenheden) heeft een geldigheid van 5 jaar. Bij transacties zoals verkoop, erfpacht of opstal waarbij het attest is verlopen, moet een nieuw EPC-NR worden opgemaakt. Voor nieuwbouwwoningen of -appartementen die verkocht of verhuurd worden moet er geen EPC worden opgemaakt. Voor nieuwbouw moet een EPB-certificaat worden opgemaakt door een EPB-verslaggever. Dit doet daarna ook dienst als EPC.

### Opmaak en Inhoud
Het Vlaamse EPC wordt opgemaakt door een energiedeskundige type A. De prijs van het laten opmaken van een EPC is afhankelijk van het type woning of appartement. Een energieprestatiecertificaat bestaat uit ongeveer 5-10 pagina's en bevat onder meer:
- EPC-waarde: kengetal in kWh/m² dat het energieverbruik in kWh/jaar per m² vloeroppervlak van de woning of appartement weer geeft
- Het bijhorende EPC-label (A+ tot F)[3]
- Aanbevelingen om de energieprestatie te verbeteren (niet bindend)
- Technische gegevens over isolatie, verwarming, ventilatie, beglazing, enz
- Identificatie van het gebouw en de energiedeskundige
- De geldigheidsduur

Het label wordt doorgaans visueel weergegeven op een kleurenschaal van groen (energiezuinig) tot rood (energieverslindend).

### EPC Niet Residentieel (EPC-NR)
Sinds 2023 is er ook het EPC Niet Residentieel (EPC NR). Dit dient opgemaakt te worden voor alle niet residentiële gebouweenheden. Dit zijn alle gebouweenheden behalve woongebouwen, industriegebouwen en landbouwgebouwen. Het EPC NR wordt opgemaakt door een energiedeskundige type D en bevat twee onderdelen: de energiescore en het energielabel. Verschillend van het EPC voor wooneenheden is dat het label weergeeft wat het aandeel hernieuwbare energie is van de totale energiebehoefte van de gebouweenheid.
In het Vlaams Gewest geldt vanaf 1 januari 2025 een verplichting tot het beschikken over een geldig EPC-NR voor alle niet-residentiële gebouweenheden groter dan 1000 m², ongeacht verkoop of verhuur. Vanaf 2026 worden ook renovatieverplichtingen ingevoerd voor gebouwen met een lage EPC-score (label E of slechter).

### EPC Gemeenschappelijke delen
Sinds 2022 is ook een EPC vereist voor de gemeenschappelijke delen van appartementsgebouwen met minstens twee wooneenheden. Dit attest beoordeelt de energieprestatie van bouwdelen zoals het dak, de gevels, vloeren, collectieve verwarmingssystemen en andere gedeelde installaties. Het wordt opgesteld door een erkende energiedeskundige en vormt een aanvulling op de individuele EPC's van de wooneenheden.

### Kritiek
Na de invoering van het EPC werd in Vlaanderen kritiek geuit op de betrouwbaarheid van de opgemaakte attesten. In sommige gevallen bleken de gegevens onnauwkeurig, wat de informatiewaarde voor kopers en huurders beperkte. Als reactie heeft de overheid de controle door het Vlaams Energieagentschap (VEA) opgevoerd en werd het behalen van een centraal examen verplicht gesteld voor energiedeskundigen.
Voor openbare gebouwen is het EPC eveneens verplicht. Deze attesten moeten zichtbaar worden opgehangen in publieke ruimten. Er zijn echter signalen dat de controle op deze verplichting sinds 2015 beperkt is. De Vlaamse overheid werkt aan een actualisering van de handhavingsstrategie.